# Anigozanthos preissii
Anigozanthos preissii är en enhjärtbladig växtart som beskrevs av Stephan Ladislaus Endlicher. Anigozanthos preissii ingår i släktet Anigozanthos och familjen Haemodoraceae. Inga underarter finns listade.